# 라 도냐 (2016년 텔레노벨라)
《라 도냐》(스페인어: La doña)는 2016년 방영된 미국의 텔레노벨라이다.